# Carlos Borja (basket-ball)
Pour les articles homonymes, voir Carlos Borja et Borja.
Carlos Borja Morca, né le 23 mai 1913, à Guadalajara (Mexique), mort le 25 novembre 1982, à Guadalajara (Mexique), est un joueur mexicain de basket-ball.

## Palmarès
- Troisième des Jeux olympiques d'été de 1936